# Guy Saint-Jacques
Pour les articles homonymes, voir Saint-Jacques.
Guy Saint-Jacques est un diplomate canadien. Il est ambassadeur du Canada en république populaire de Chine de 2012 à 2016. 

## Biographie
Guy Saint-Jacques rejoint le ministère des Affaires étrangères en 1977. Il sert dans plusieurs grandes villes dont New York, Mexico, Kinshasa, Hong Kong, Washington et Londres. En octobre 2012, il est nommé ambassadeur du Canada en république populaire de Chine par John Baird, et présente ses lettres de créance au président chinois, Hu Jintao. Guy a entretenu de nombreuses relations à Pékin avec le diplomate et homme politique Cong Peiwu, alors que ce dernier était directeur général du département chinois des affaires nord-américaines et océaniennes. 
Guy Saint-Jacques prend sa retraite après presque 40 ans de service en octobre 2016, alors que Stéphane Dion est ministre des Affaires étrangères et un peu moins d'un an après l'arrivée au pouvoir du gouvernement Trudeau. C'est l'ex-ministre John McCallum qui lui succède au poste d'ambassadeur en Chine.
Il est nommé à l’Ordre du Canada en 2024.

## Vie privée
Il est marié à Sylvie Cameron avec qui il a deux enfants.